# HMS Gloucester (1909)
«Глостер» (англ. HMS Gloucester (1909) — військовий корабель, легкий крейсер типу «Таун» (1910) підкласу «Бристоль» Королівського військово-морського флоту Великої Британії часів Першої світової війни.

## Історія створення
«Глостер» був закладений 15 квітня 1909 року на верфі компанії William Beardmore & Company у Далмуїрі. 28 жовтня 1909 року спущений на воду, а у жовтні 1910 року увійшов до складу Королівських ВМС Великої Британії.

## Історія служби
З січня 1913 року корабель проходив службу у складі 2-ї ескадри легких крейсерів Середземноморського флоту. З початком Першої світової війни брав активну участь у боях в акваторії моря. «Глостер» залучався до пошуку німецьких крейсерів «Гебен» та «Бреслау», що проривалися до Чорного моря. Попри переслідуванню ескадри британського флоту під командуванням адмірала А. Мілна, німецьким лінійному «Гебен» та легкому «Бреслау» крейсерам вдалося пройти крізь Дарданелли та дістатися Стамбула. Безкровна «битва» британських та німецьких кораблів мала далекосяжні політичні та військові наслідки для усього Середземноморського та Чорноморського регіонів та ходу війни в цілому. У листопаді 1914 року Османська імперія приєдналась до Центральних держав і відразу підключилася до активної фази боїв на Європейському континенті, в Африці й в Азії. Як пізніше писав В.Черчилль: «більше вбивств, більше нещастя і більше руйнувань, ніж коли-небудь раніше було принесено по компасу кораблів»
31 травня — 1 червня 1916 року «Глостер» брав участь у Ютландській морській битві. Коли битва почалася, 3-тя ескадра легких крейсерів, у якій перебував «Глостер», прикривав лінійні крейсери віцеадмірала Девіда Бітті, які шукали німецький флот і рушили на підтримку 1-ї ескадри легких крейсерів після того, як вони помітили німецькі кораблі. Після того, як Бітті повернув на північ, зіткнувшись з основною частиною німецького флоту відкритого моря, 3-тя ескадра легких крейсерів стала першою, хто вступив у бій о 17:33. Крейсер короткочасно вступив у бій з виведеним з ладу легким крейсером «Вісбаден» близько 18:15. До 18:40 ескадра була готова супроводжувати 3-тю ескадру лінійних крейсерів Великого флоту.
О 20:10 кораблі Бітті були в першому ешелоні Великого флоту і 3-тя ескадра легких крейсерів прикривав їх, коли флагманський корабель «Фалмут» помітив п'ять крейсерів 4-ї розвідувальної групи, і ескадра наблизилася до бою на повній швидкості. Британські кораблі не були помічені до 20:17, а через хвилину «Фалмут» відкрив вогонь з відстані 9600 ярдів (8800 м). До 20:38 британці втратили німців з поля зору і повернулися, щоб зайняти позицію на чолі лінійних крейсерів Бітті. Всього крейсер випустив 37 снарядів і в ході бою не постраждав.
19 жовтня 1917 року британські крейсери «Глостер» і «Ньюкасл», італійські есмінці «Індоміто», «Аквіла», «Спарвіеро», «Антоніо Мосто», «Джузеппе Міссорі», а також французькі есмінці «Командан Рів'єр», «Біссон» і «Командан Борі» вирушили з Бриндізі для переслідування групи австро-угорських кораблів (крейсер «Гельголанд», есмінці «Ліка», «Тріглав», «Татра», «Чепель», «Ор'єн», «Балатон»), які вирушили з Котору для атаки італійських конвоїв.
Крейсер залишався в Адріатичному морі до кінця війни в листопаді 1918 року. У квітні наступного року корабель вивели до резерву. У березні 1920 року зареєстрований для утилізації, а 9 травня 1921 року проданий на брухт Thos. W. Ward.